# Edward James Olmos
Pour les articles homonymes, voir Olmos.
Edward James Olmos, de son vrai nom Edward Huizar Olmos, est un acteur, réalisateur, producteur et compositeur américain, né le 24 février 1947 à East Los Angeles, en Californie, aux États-Unis.
Il est principalement connu pour ses rôles du lieutenant Martin « Marty » Castillo dans la série télévisée Deux flics à Miami, de Gaff dans le film Blade Runner, de l'amiral William Adama dans la série Battlestar Galactica et de l'agent Robert Gonzales dans la saison 2 de Marvel : Les Agents du SHIELD. 
Il reçoit un Prix Platino d'honneur en 2017.

## Biographie

### Jeunesse
Edward James Olmos est né le 24 février 1947 à East Los Angeles, en Californie, aux États-Unis.

### Vie privée
Il a été marié à Kaija Keel (fille de Howard Keel) entre 1971 et 1992. Ils auront deux enfants : Bodies et Mico. Il adopte par ailleurs quatre enfants : Daniela, Michael, Brandon et Tamiko. Il épouse ensuite l'actrice Lorraine Bracco en 1994. Ils officialisent leur divorce en janvier 2002. Il a un temps été en couple avec l'actrice Lymari Nadal. Ils se marient en 2002 et se séparent en 2013.

## Filmographie

### Acteur

#### Cinéma

##### Films
- 1975 : Black Fist (non crédité)
- 1975 : Aloha, Bobby and Rose de Floyd Mutrux
- 1977 : Alambrista! de Robert Milton Young : l'homme ivre
- 1980 : Virus (Fukkatsu no hi) de Kinji Fukasaku : capitaine Lopez
- 1981 : Wolfen de Michael Wadleigh : Eddie Holt
- 1982 : Chicanos Story (Zoot Suit), de Luis Valdez : El Pachuco
- 1982 : Blade Runner de Ridley Scott : Gaff
- 1986 : Saving Grace de Robert Milton Young : Ciolino
- 1988 : Envers et contre tous (Stand and Deliver) de Ramón Menéndez : Jaime A. Escalante
- 1989 : Triumph of the Spirit de Robert Milton Young : Gypsy
- 1991 : Talent for the Game de Robert Milton Young : Virgil Sweet
- 1992 : Sans rémission (American Me) de lui-même : Montoya Santana
- 1993 : Even Cowgirls Get the Blues de Gus Van Sant : un musicien au barbecue
- 1993 : Roosters de Robert Milton Young : Gallo Morales
- 1994 : A Million to Juan de Paul Rodriguez : l'ange
- 1995 : Mirage de Paul Rodriguez : Matteo Juarez
- 1995 : Rêves de famille (My Family) de Gregory Nava : Paco
- 1996 : Disturbing the Peace de York Alec Shackleton
- 1996 : Caught de Robert Milton Young : Joe
- 1997 : Selena de Gregory Nava : Abraham Quintanilla
- 1997 : The Disappearance of Garcia Lorca de Marcos Zurinaga : Roberto Lozano
- 1998 : The Wonderful Ice Cream Suit de Stuart Gordon : Vamanos
- 2000 : La Route d'Eldorado (The Road to El Dorado) d'Éric Bergeron et Will Finn : Tannabok, le Chef des Chibchas (voix)
- 2000 : Fausses Rumeurs (Gossip) de Davis Guggenheim : inspecteur Curtis
- 2002 : Jack and Marilyn de lui-même : Pasquel
- 2011 : The Green Hornet de Michel Gondry : Michael "Mike" Axford
- 2013 : 2 Guns de Baltasar Kormákur : Papi Greco
- 2017 : Blade Runner 2049 de Denis Villeneuve : Gaff
- 2019 : Contaminations (The Devil Has a Name) de lui-même : Santiago

##### Films d'animation
- 2017 : Coco de Lee Unkrich : Chicharrón

#### Télévision

##### Téléfilms
- 1978 : Evening in Byzantium : Angelo
- 1981 : Three Hundred Miles for Stephanie : Art Vela
- 1994 : Menendez: A Killing in Beverly Hills : Jose Menendez
- 1994 : The Burning Season : Wilson Pinheiro
- 1995 : Slave of Dreams : Potiphar
- 1996 : The Limbic Region : Jon Lucca
- 1997 : Hollywood Confidential : Stan Navarro, Sr.
- 1997 : Prophecies of the Millennium : hôte
- 1997 : Douze hommes en colère (12 Angry Men) : juré no 11
- 1998 : Le Métro de l'angoisse (The Taking of Pelham One Two Three) : inspecteur Anthony Piscotti
- 1998 : The Wall (en) : colonel Holst
- 1998 : 1998 ALMA Awards : présentateur
- 1999 : Bonanno: A Godfather's Story : Salvatore Maranzano
- 2000 : The Princess & the Barrio Boy : Nestor Garcia
- 2001 : The Judge : le juge Armando Acosta
- 2001 : In the Time of the Butterflies : Rafael Trujillo

##### Séries télévisées
- 1977 : Starsky et Hutch : Esprit es-tu là? (saison 2, épisode no 15)
- 1978 : Chips : Monsieur je sais tout (saison 1, épisode no 22)
- 1982 : American Playhouse : Général Santa Anna / Gregorio Cortez
- 1984-1990 : Deux flics à Miami (Miami Vice) : lieutenant Martin Castillo (5 saisons, 106 épisodes)
- 1988 : The Fortunate Pilgrim : Frank Corbo (mini-série)
- 1996 : Lonesome Dove : Les Jeunes Années (Dead Man's Walk) : capitaine Salazar
- 1999-2000 : À la Maison-Blanche : Juge Roberto Mendoza
- 2002-2004 : American Family : Jess Gonzales
- 2003 : Battlestar Galactica : Commandant William Adama (mini-série)
- 2004-2009 : Battlestar Galactica : Amiral William Adama
- 2010 : Les Experts : Manhattan : Luther Devarro (saison 7, épisode 4)
- 2011 : Dexter : Pr. Gellar (saison 6)
- 2015 : Marvel : Les Agents du SHIELD : Robert Gonzales (5 épisodes)
- 2017 : Narcos : Chucho Peña (saison 3, 2 épisodes)
- 2018 - 2023 : Mayans M.C. : Felipe Reyes

### Réalisateur

#### Films
- 1992 : Sans rémission (American Me)
- 2002 : Jack and Marilyn
- 2019 : Contaminations (The Devil Has a Name)

#### Séries télévisées
- 1984 : Deux flics à Miami
- 2004 : Battlestar Galactica, épisodes Le Retour d'Hélène, L'Interrogatoire et La Fuite.
- 2010 : Battlestar Galactica: The Plan

### Producteur
- 1982 : The Ballad of Gregorio Cortez
- 1992 : Sans rémission (American Me)
- 1994 : Lives in Hazard (téléfilm)
- 2000 : Americanos: Latino Life in the United States
- 2002 : Jack and Marilyn

### Compositeur
- 1982 : The Ballad of Gregorio Cortez

## Distinctions

### Récompenses
- Primetime Emmy Awards 1985 : Meilleur acteur dans un second rôle dans une série télévisée dramatique pour Deux flics à Miami
- Golden Globes 1986 : Meilleur acteur dans un second rôle dans une série, une mini-série ou un téléfilm pour Deux flics à Miami
- 1989 : Film Independent Spirit Awards du meilleur acteur principal pour Envers et contre tous
- Women in Film Crystal Awards 1989 : Lauréat du Trophée pour ses activités humanitaires
- Golden Globes 1995 : Meilleur acteur dans un second rôle dans une série, une mini-série ou un téléfilm pour The Burning Season (en)
- 1996 : NCLR Bravo Awards du meilleur acteur dans un second rôle pour Caught
- 1996 : NCLR Bravo Awards du meilleur acteur dans une mini-série où un téléfilm pour Lonesome Dove : Les Jeunes Années
- Taos Talking Picture Festival 1996 : Lauréat du Prix Cineaste
- 1998 : ALMA Awards du meilleur acteur dans un second rôle pour Selena
- 1998 : ALMA Awards du meilleur acteur dans une mini-série ou un téléfilm pour Douze hommes en colère
- Houston Film Critics Society Awards 1998 : Lauréat du Prix de la Ville de Huelva
- 1998 : Lone Star Film & Television Awards du meilleur acteur dans un second rôle pour Selena
- 1999 : ALMA Awards du meilleur acteur dans une mini-série où un téléfilm pour Le Métro de l'angoisse
- Arizona International Film Festival 1999 : Lauréat du Trophée Arizona Independent Film.
- 2007 : ALMA Awards du meilleur acteur dans une mini-série ou un téléfilm pour Battlestar Galactica
- 2007 : ALMA Awards du meilleur réalisateur dans une mini-série ou un téléfilm pour Walkout (en)
- 2007 : Black Reel Awards du meilleur réalisateur dans une mini-série ou un téléfilm pour Walkout (en)
- 2008 : ALMA Awards du meilleur acteur dans une mini-série où un téléfilm pour Battlestar Galactica
- Saturn Awards 2009 : Meilleur acteur dans un second rôle dans une série télévisée de science-fiction pour Battlestar Galactica
- ALMA Awards 2013 : Lauréat du Prix Spécial du meilleur téléfilm pour Filly Brown (en) partagé avec Michael D. Olmos, Gina Rodriguez et Lou Diamond Phillips
- Houston Film Critics Society Awards 2013 : Lauréat du Trophée pour ses activités humanitaires
- African-American Film Critics Association Awards 2017 : Lauréat du Trophée Legacy
- Satellite Awards 2017 : Lauréat du Trophée Mary Pickford pour sa contribution exceptionnelle dans l'industrie du cinéma
- The Platino Awards for Iberoamerican Cinema 2017 : Lauréat du Prix d'Honneur
- 2018 : BTVA People's Choice Voice Acting Awards de la meilleure performance vocale pour l'ensemble de la distribution dans un film d’animation pour Coco partagé avec Anthony Gonzalez, Gael García Bernal, Alanna Ubach, Benjamin Bratt, Ana Ofelia Murguía et Renée Victor
- 2018 : BTVA Feature Film Voice Acting Awards de la meilleure performance vocale pour l'ensemble de la distribution dans un film d’animation pour Coco partagé avec Anthony Gonzalez, Gael García Bernal, Alanna Ubach, Benjamin Bratt, Ana Ofelia Murguía et Renée Victor
- 2019 : Los Angeles Film Awards du meilleur acteur dans un second rôle dans un drame pour Windows on the world
- 2019 : Method Fest du meilleur acteur dans un second rôle pour Windows on the world

### Nominations
- Primetime Emmy Awards 1986 : Meilleur acteur dans un second rôle dans une série télévisée dramatique Deux flics à Miami
- Oscars 1989 ; Meilleur acteur pour Envers et contre tous
- Primetime Emmy Awards 1995 : Meilleur acteur dans un second rôle dans une mini-série ou un téléfilm pour The Burning Season (en)
- Saturn Awards 2007 : Meilleur acteur dans un second rôle dans une série télévisée de science-fiction pour Battlestar Galactica
- Saturn Awards 2008 : Meilleur acteur dans un second rôle dans une série télévisée de science-fiction pour Battlestar Galactica
- Saturn Awards 2012 : Meilleure guest-star dans une série télévisée dans une série télévisée dramatique pour Dexter

## Voix francophones
En version française, Edward James Olmos n'a pas de voix régulière. De 1981 à 2004, il est successivement doublé par Joël Martineau dans Wolfen, Marc François dans Blade Runner, Serge Lhorca dans Deux flics à Miami, Sady Rebbot dans Sans rémission, Gabriel Le Doze dans Fausses Rumeurs et Gérard Hernandez dans American Family. 
Par la suite, il est notamment doublé à trois reprises par José Luccioni dans The Green Hornet, 2 Guns et Blade Runner 2049, ainsi qu'à deux repries chacun par Philippe Catoire, dans Battlestar Galactica et Marvel : Les Agents du SHIELD ainsi que Christian Pélissier dans Dexter et Mayans M.C.. Gabriel Le Doze retrouve l'acteur dans L'Incroyable Aventure de Bella et One Fast Move (en).

## Commentaire
L'astéroïde dénommé 5608 Olmos découvert en 1993 est ainsi nommé en hommage à l'acteur.